# Jorge Alberto Leanza
Jorge Alberto Leanza Sansone (Buenos Aires; 29 de diciembre de 1942-Ciudad de México; 19 de marzo de 1991) fue un árbitro de fútbol internacional mexicano nacido en Argentina.

## Trayectoria
Dirigió 4 partidos internacionales entre 1983 y 1985. Arbitró un partido del Campeonato de Naciones de la Concacaf de 1985.
También atribuyó tres partidos amistosos internacionales, dos de ellos fueron los partidos de México en México. Igualmente arbitró dos partidos del Torneo Azteca 2000 de 1985 que fueron amistosos.
Algunos otros árbitros (como Edgardo Codesal) aparecieron en escándalos de sobornos y fue despedido de la Federación Mexicana de Fútbol.